# ノバスコシア州銃撃事件 (2020年)
ノバスコシア州銃撃事件（ノバスコシアしゅうじゅうげきじけん）は、2020年4月18日から19日にかけてカナダ東部ノバスコシア州一帯で発生した銃撃事件。
容疑者を含む23人の死亡者数は、カナダ国内で発生した銃乱射事件として1989年のモントリオール理工科大学虐殺事件の被害者14人を上回り最大規模となった。

## 概要
容疑者の男は、ハリファクス北方約130kmの港町、ポータピックにある住宅で住民らを射殺、5カ所以上で放火したと見られる。
駆け付けた警察官の追跡を受けながら自動車で逃走、高速道路で移動しながら複数の場所で発砲を行った。
13時間かけて約90km離れたエンフィールドのガソリンスタンド近くまで移動したところで、警察官と銃撃戦となり死亡した。
この間、警察官1人を含む22人が死亡。容疑者を含む23人の死者数は、カナダで発生した銃撃事件の中で最大の死者数を記録した。
容疑者は歯科技工士でありながら、本物の警察官の制服を着て犯行に及んでいたなど不審な点が多く、動機などは不明。

## 銃規制
ジャスティン・トルドー首相は事件を受けて会見を行い、殺傷力の高い軍隊仕様のアサルトライフルの販売を禁止することを発表した。